# تشاك هايوارد
تشاك هايوارد (بالإنجليزية: Chuck Hayward)‏ هو ممثل أمريكي، ولد في 20 يناير 1920 في أليانس في الولايات المتحدة، وتوفي في 23 فبراير 1998 في شمال هوليوود ‏ في الولايات المتحدة.

## أعمال

### أفلام
- (1960) سبارتاكوس[4][5]

## وصلات خارجية
- تشاك هايوارد على موقع IMDb (الإنجليزية)
- تشاك هايوارد على موقع قاعدة بيانات الفيلم (الإنجليزية)